# République du futur
République du futur (en italien : Repubblica Futura) est un parti politique de Saint-Marin fondé en 2017, de tendance centriste et libérale.

## Historique
République du futur est d'abord une alliance formée des partis Alliance populaire et Union pour la république, qui brigue les suffrages sur une liste commune lors des élections législatives de 2016, au sein de la coalition Adesso.sm, menée par le parti Gauche unie. La liste remporte 9,60 % des suffrages et obtient 11 sièges à l'issue du second tour. Il entre donc au gouvernement.
Le 25 février 2017, les deux partis décident de fusionner sous le nom de République du futur.